# Controsbarrato
Controsbarrato è un termine utilizzato in araldica. 
Il termine si riferisce ad uno sbarrato attraversato da una linea diagonale posta nel senso della banda che divide le sbarre in due porzioni con gli smalti alternati.